# Paulo Henrique Rodrigues Cabral
Paulo Henrique Rodrigues Cabral (sinh ngày 23 tháng 10 năm 1996), hay đơn giản Paulo Henrique, là một cầu thủ bóng đá người Bồ Đào Nha thi đấu cho SC Covilhã theo dạng cho mượn từ F.C. Paços de Ferreira ở vị trí hậu vệ.

## Sự nghiệp bóng đá
Vào ngày 27 tháng 7 năm 2013, Paulo Henrique có màn ra mắt cho Santa Clara trong trận đấu tại Cúp Liên đoàn bóng đá Bồ Đào Nha 2013–14 trước Farense, khi anh đá chính hết trận.